# Theater Basel
Das Theater Basel ist das Stadttheater der Schweizer Stadt Basel. Es ist ein Dreispartenhaus und bietet Oper, Schauspiel und Ballett.
Von September bis Juni werden auf den drei Bühnen des Theaters (Grosse Bühne, Kleine Bühne und Schauspielhaus) rund 600 Vorstellungen von über 40 Neuproduktionen pro Spielzeit gezeigt. Vor, auf und hinter den Bühnen sind ca. 400 Mitarbeiter beschäftigt. Seit der Spielzeit 2020/2021 ist Benedikt von Peter Intendant.

## Struktur und Kooperation

### Orchester
Da das Theater Basel kein eigenes Orchester hat, wird in der Regel das Sinfonieorchester Basel herangezogen. Für Barockopernproduktionen wird das La Cetra Barockorchester Basel verpflichtet. Seit Saison 2006/2007 wird auch mit der basel sinfonietta zusammengearbeitet. Zur Eröffnung der Opernsaison 2007/2008 wurde erstmals das Kammerorchester Basel engagiert (für eine Neuproduktion von Mozarts Entführung aus dem Serail), in der Saison 2017/2018 folgte das Ensemble Phoenix Basel (Die Blume von Hawaii).

## Rezeption

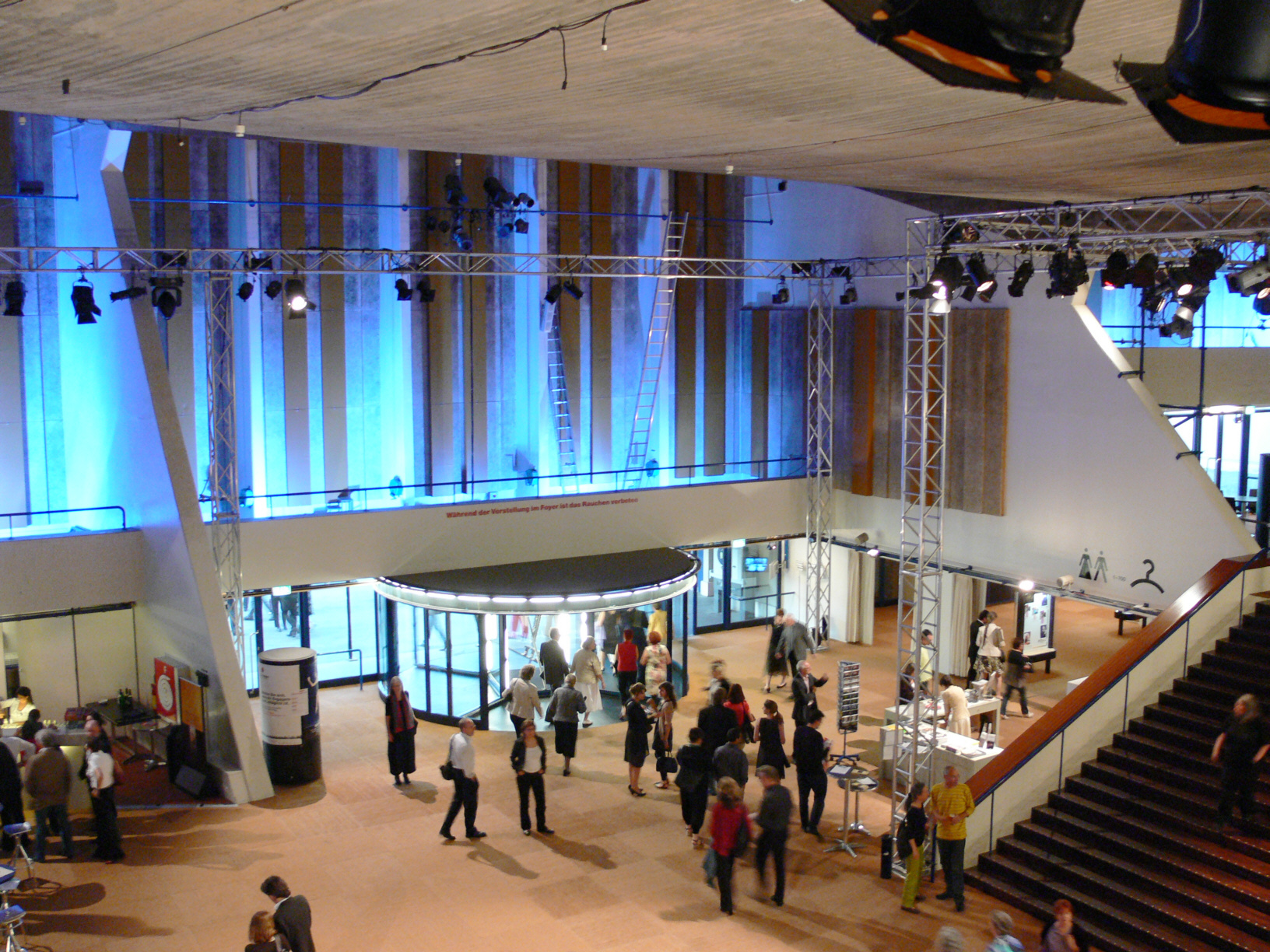
Theater Basel, Foyer, 2009

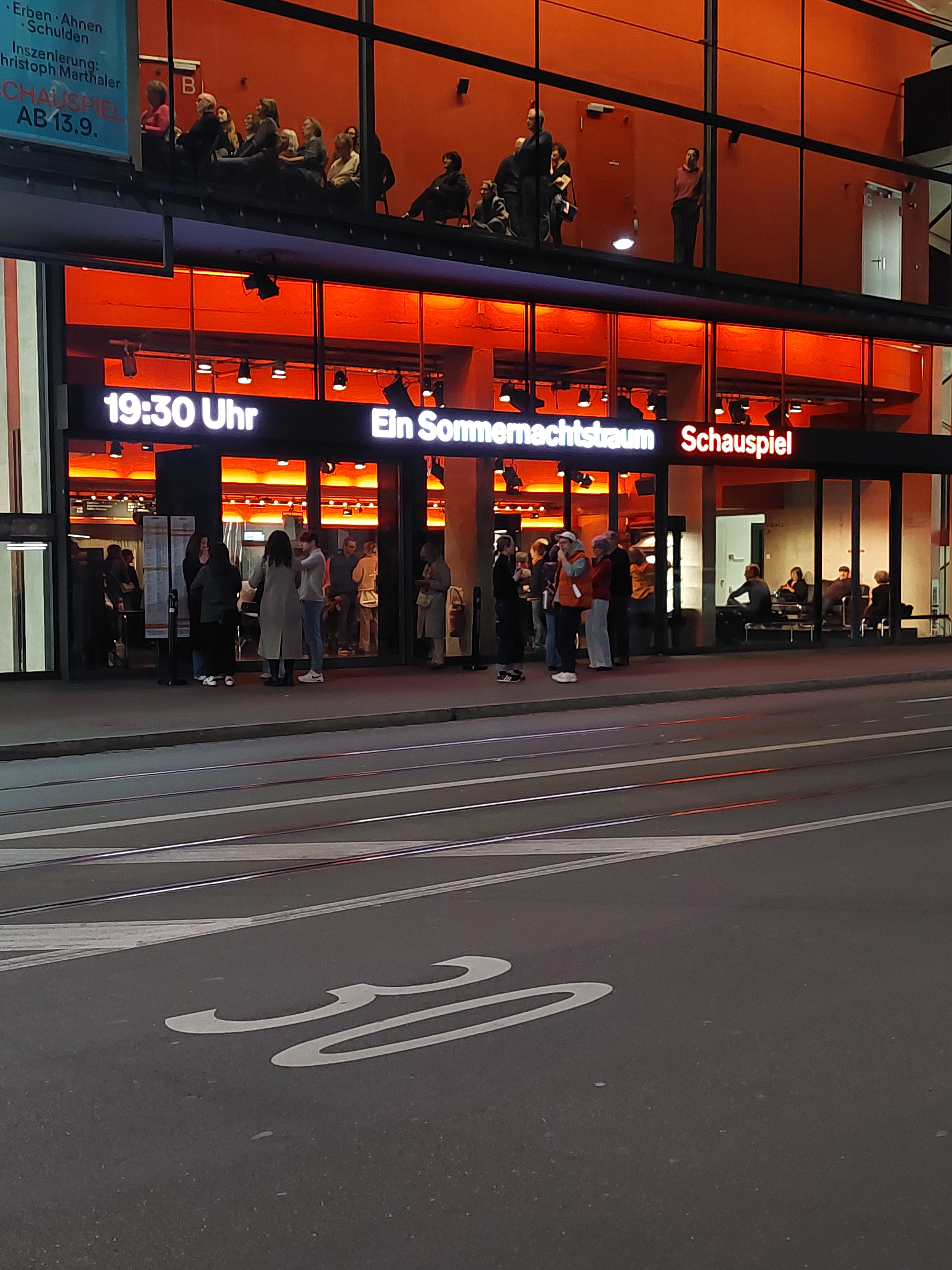
Ein Sommernachtstraum im Schauspielhaus (2025)

Das Theater Basel wurde im Auftrag der Zeitschrift Opernwelt zum «Opernhaus des Jahres» 2009 und 2010 gewählt. 2013 folgte die Auszeichnung für den Chor des Theaters Basel zum «Opernchor des Jahres».
Im Jahr 2016 erhielt Hausregisseur Simon Stone für seine Bearbeitung von Ibsens John Gabriel Borkman (Co-Produktion Theater Basel / Wiener Festwochen / Burgtheater Wien) den Nestroy-Theaterpreis in der Kategorie «Beste Regie», wurde in der Kritikerumfrage von Theater Heute zum «Regisseur des Jahres» ernannt und zum Berliner Theatertreffen 2016 eingeladen. Für seine Inszenierung von Tony Kushners Theater-Epos Engel in Amerika 2016 erhielt er den Nestroy-Theaterpreis 2016 in der Kategorie «Beste deutschsprachige Aufführung».
Die Schweizer Erstaufführung der Oper Donnerstag aus Licht von Karlheinz Stockhausen (musikalische Leitung: Titus Engel, Regie: Lydia Steier) wurde in der Kritikerumfrage der Zeitschrift Opernwelt 2015/2016 zur «Aufführung des Jahres» gewählt.
In der Kritikerumfrage der Zeitschrift Die deutsche Bühne zur Saisonbilanz 2016/2017 wurde das Theater Basel in der Kategorie «Beste Gesamtleistung» auf den ersten Platz gewählt, im Folgejahr in selbiger Kategorie auf Platz 2.
2018 wurde das Theater Basel in der Kritikerumfrage der Fachzeitschrift Theater heute auf Platz 1 und damit zum «Theater des Jahres 2018» gewählt. Ewald Palmetshofers Überschreibung von Gerhart Hauptmanns Vor Sonnenaufgang, die als Auftragswerk für das Theater Basel entstand und in der Saison 2017/2018 im Schauspielhaus uraufgeführt wurde, landete mit zwei Stimmen weniger als das «Stück des Jahres» (Am Königsweg von Elfriede Jelinek) im Kritiker-Ranking der Fachzeitschrift Theater heute 2018 auf Platz 2. Die Co-Produktion von Wiener Burgtheater und Theater Basel, Hotel Strindberg von Simon Stone, die im Januar 2018 im Wiener Akademietheater uraufgeführt und ab Januar 2019 im Theater Basel auf der Grossen Bühne gespielt wurde, wurde auf Platz 2 in der Kategorie «Inszenierung des Jahres» gewählt. Darin zu sehen war u. a. die «Schauspielerin des Jahres» 2018 Caroline Peters, die bereits in Simon Stones Inszenierung von «John Gabriel Borkman» ständiger Gast am Theater Basel war.

## Gründung

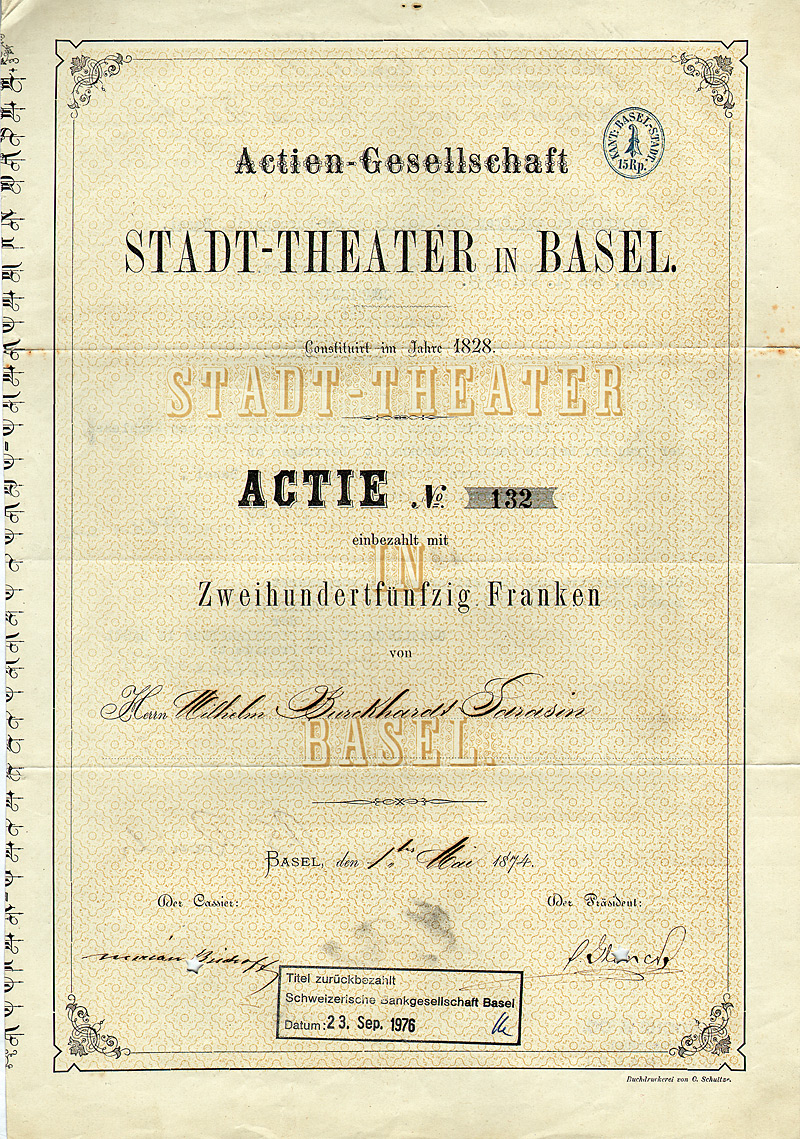
Namenaktie über 250 Schweizer Franken des Stadt-Theaters in Basel vom 1. Mai 1874

1828 wurde die Actien-Gesellschaft Stadt-Theater Basel gegründet. Diese geriet zusehends in finanzielle Nöte.
Die Nachfolgeorganisation nannte sich Genossenschaft des Basler Stadttheaters und wurde 1921 gegründet.

## Name
Ein als Theater bezeichnetes Gebäude wird durch eine Urkunde vom 19. April 1807 belegt. Hierbei handelte es sich um das Ballenhaus, das ursprünglich für Ballspiele aller Art errichtet wurde. Durch den Einbau einer kleinen Bühne und drei Rängen für die Zuschauer wurde es zur Nutzung als Theater hergerichtet. Es wurde als Theater im Ballenhause auf dem Blömlin (damalige Schreibweise) benannt und bis Anfang der 1830er Jahre betrieben.
Das erste als Theater erbaute Gebäude wurde 1834 eröffnet und als Theater auf dem Blömlein (damalige Schreibweise) benannt.
Das zweite 1875 wie auch das dritte 1909 eröffnete Schauspielhaus wurden als Stadt-Theater oder Stadttheater bezeichnet.
In den Jahren 1969–1975 nannte man die Institution, deren Spielstätten damals das Stadttheater am Steinenberg und die Komödie in der Steinenvorstadt waren, die Basler Theater.
Als das von 1969–1975 erbaute vierte Theater eröffnet werden konnte, wurde die Benennung auf Theater Basel geändert, wobei die ehemalige Komödie den Zusatz Schauspielhaus erhielt.

## Geschichte
Bis ins 18. Jahrhundert mussten die Komödianten von in Basel gastierenden Wanderbühnen ihre Darbietungen in freier Natur vortragen. Erst ab 1734, als die Stadt ihnen die Nutzung des Ballenhauses am Blömblin (damalige Schreibweise) anbot, konnten sie wetterunabhängig agieren. Der grosse Raum erschien, mit kleinen baulichen Anpassungen, für Darbietungen und Aufführungen geeignet.
Erst 1807 wurde ein Zuschauerraum mit drei Rängen und einer kleinen Bühne eingebaut. Am 19. April 1807 wurden mit der Stadt die Bedinge über Erbauung eines Theaters im Ballenhause am Blömlin (damalige Schreibweise) für die folgenden fünf Jahre ausgehandelt. Diese Auflagen wurden am 28. Juni 1812 bis zum 19. April 1822 erneut bestätigt.

Theater auf dem Blömlein, von Melchior Berri, 1834

Aufgrund der zunehmenden Verschlechterung der Bausubstanz des Ballenhauses und der beengten Platzverhältnisse erteilte die Commission zu Erbauung des neuen Theaters an den klassizistischen Architekten Melchior Berri 1829 den Auftrag, ein neues Theater zu planen. Die Stadt hatte das Grundstück auf der gegenüberliegenden Strassenseite, auf dem Areal der ehemaligen Reitschule neben dem ehemaligen Steinenkloster, zur Verfügung gestellt und unterstützte das Vorhaben mit einem Darlehen. Nach der Grundsteinlegung am 25. März 1830 wurde der Neubau im November 1832 gegenüber dem Ballenhaus fertiggestellt. Aufgrund der Unruhen durch die politischen Auseinandersetzungen über die Kantonstrennung und noch fehlender Ausrüstungsgegenstände konnte das Theater auf dem Blömlein erst am 6. Oktober 1834 eröffnet werden. Es verfügte über 1300 Plätze, eine beträchtliche Grösse für die Stadt Basel, die damals 26'000 Einwohner aufwies.
Bis 1861 führte der Weg vom Rossmarkt zum Steinenberg über den Blömleinplatz, einst auch als Blömblin- und Blömlinplatz benannt. Dann verschwand der Platz, und der Weg wurde zur Theaterstrasse.
1873 wurde das Theater auf dem Blömlein geschlossen. Die Stadt übernahm das Gebäude und liess es zu einem Schulhaus umbauen. Es wurde als Steinen-Schulhaus bezeichnet und wurde durch einen zusätzlich erstellten Anbau 1876, nach Plänen von Johann Jakob Stehlin, erweitert.

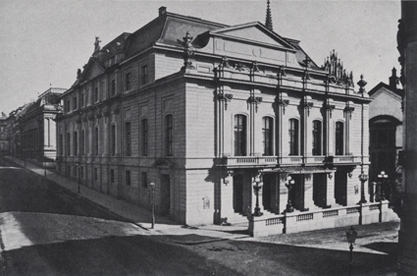
Stadttheater Basel, von Johann Jakob Stehlin, 1875

1868 genehmigte der Rat den Abriss der einstigen Klosterkirche. Bis 1875 wurden alle Bauten des ehemaligen Steinenklosters abgebrochen. Somit konnte auf dem freien Gelände 1873–1875 an der Ecke Theaterstrasse – Steinenberg ein vierrängiges Theater-Gebäude im Stile des Neobarocks nach Plänen von Johann Jakob Stehlin errichtet werden. Der Zuschauerraum verfügte über 1400 Sitz- und 200 Stehplätze. Während der Bauphase wurden Theateraufführungen in geeignete Lokalitäten, wie die Burgvogtei, an der Oberen Rebgasse, im Kleinbasel verlegt. Am 4. Oktober 1875 konnte das nun als Stadt-Theater benannte Schauspielhaus eröffnet werden.
1875 wurde ein Vertrag zwischen einem Baucollegium und der Commission für Erstellung einer Turnhalle auf dem Areal des Ballenhauses, unter Einbezug des angrenzenden Wohnhauses Nr. 12, abgeschlossen

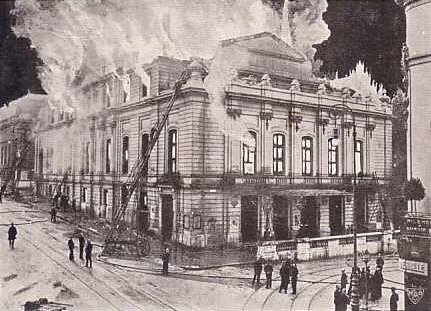
Theaterbrand von 1904

In der Nacht vom 6. auf den 7. Oktober 1904 wurde das Theater durch einen Brand völlig zerstört. Die Brandursache konnte nicht ermittelt werden. Für den zu erstellenden Neubau sollte der alte Standort gewählt werden. Dagegen wurde das Referendum ergriffen. Auch war vorgesehen, dass das abgebrannte Gebäude als Vorlage für den Neubau dienen sollte. Auch dies förderte des Volkes Unmut. Eine Abstimmung brachte Klarheit. Wie vorgesehen konnte der Architekt Fritz Stehlin den Wiederaufbau leiten. Am 20. September 1909 wurde das neue Stadt-Theater wieder eröffnet

Plakat von Paul Kammüller zur Abstimmung über eine Subventionserhöhung, 1933

Am  28. Mai 1933 musste die Basler Bevölkerung über einen Grossratsbeschluss, betreffend eine Subventionserhöhung für das Stadttheater von 400'000 auf 450'000 Franken, abstimmen. Im Vorfeld der Abstimmung erhitzten sich die Gemüter stark. Dies zeigte sich durch eine sehr hohe Stimmbeteiligung. 80,1 % der Stimmberechtigten gingen an die Urnen. Der Vorlage wurde mit 53 % zugestimmt.

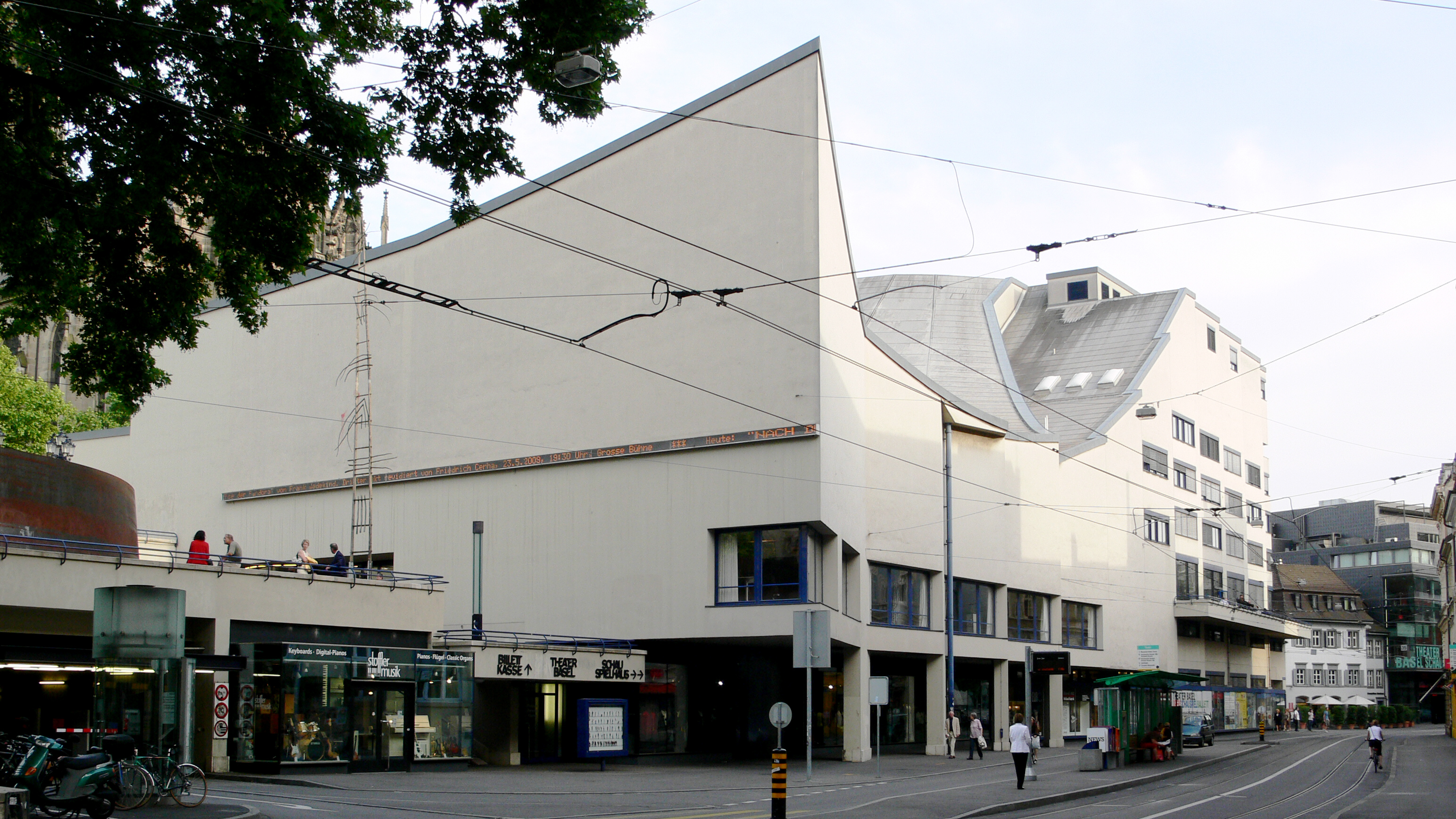
Theater Basel, Fassade zur Theaterstrasse, 2009

1969 wurde das Steinen-Schulhaus abgebrochen, um Platz für ein neues Theater zu schaffen. Nach einer Bauzeit von 1969 bis 1975 nach Plänen des Architekturbüros Schwarz & Gutmann konnte 1975 das Theater Basel eröffnet werden. Am 6. August 1975 wurde das alte Stadttheater durch 1167 Bohrlöcher, gefüllt mit 230 kg Dynamit, gesprengt. Der Bau kostete den Kanton Basel-Stadt 60 Millionen Franken. Die charakteristische unregelmässige Form nimmt gegen die Theaterstrasse die Höhe der Nachbarbebauung auf. Zum hinteren Bereich erheben sich die Verwaltungsräume und Werkstätten auf neun Geschosse. Das Theater Basel verfügt im grossen Haus über gut 1000 Plätze, die Kleine Bühne im selben Gebäude bietet 320 Plätze. Es ermöglicht verschiedene Spielformen von der Guckkastenbühne bis zum Simultantheater, auch das Foyer ist bespielbar. Der Baukörper schuf eine neue Raumfolge vom Barfüsserplatz über den Theaterplatz bis zum Pyramidenplatz, unter dessen Lichtkuppeln unterirdisch der Malersaal liegt.
Der am Theater gelegene, von Bäumen gesäumte Platz wird von einer Metallskulptur von Richard Serra, von ihm als Intersection (Überschneidung) bezeichnet, und dem Fasnachts-Brunnen von Jean Tinguely («Tinguely-Brunnen») geschmückt.

## Direktoren
- 1899–1919: Leo Melitz
- 1919–1920: Ernst Lert
- 1921–1925: Otto Henning
- 1925–1932: Oskar Wälterlin
- 1932–1949: Egon Neudegg
- 1949–1950: Co-Direktorium Gottfried Becker, Kurt Horowitz und Hans Thudium
- 1950–1953: Friedrich Schramm
- 1953–1954: Albert Wiesner
- 1954–1960: Hermann Wedekind
- 1968–1975: Werner Düggelin
- 1975–1978: Hans Hollmann
- 1978–1988: Horst Statkus
- 1988–1993: Frank Baumbauer
- 1993–1994: Wolfgang Zörner
- 1994–1996: Hans Peter Doll
- 1996–2006: Michael Schindhelm
- 2006–2015: Georges Delnon
- 2015–2020: Andreas Beck[14]
- seit 2020: Benedikt von Peter

### Schauspieldirektoren
- 1968–1975: Werner Düggelin
- 1998–2003: Stefan Bachmann
- 2003–2006: Lars-Ole Walburg
- 2006–2012: Elias Perrig
- 2012–2013: Martin Wigger, Tomas Schweigen, Simon Solberg
- 2013–2015: Martin Wigger, Tomas Schweigen
- 2015–2017: Andreas Beck
- 2017–2019: Andreas Beck / Almut Wagner
- 2019: Almut Wagner
- seit 2020: Anja Dirks (Dramaturgin, geschäftsführend), Antú Romero Nunes (Regisseur, strategische Entwicklung), Jörg Pohl (Schauspieler) und Inga Schonlau (Chefdramaturgin) als gleichberechtigtes Team

### Operndirektoren
- 1934–1935: Friedrich Schramm und Paul Olmühl
- 1949–1950: Gottfried Becker
- 1962–1966: Walter Pohl
- 1990–1992: Udo Gefe
- 1994–1996: Walter Weller
- 1996–2001: Albrecht Puhlmann
- 2001–2003: Michael Lakner
- 2003–2006: Christoph Meyer
- 2006–2012: Dietmar Schwarz
- 2012–2015: Georges Delnon
- 2015–2019: Laura Berman
- 2019–2020: Pavel B. Jiracek
- seit 2020: Benedikt von Peter

### Ballett- bzw. Tanztheaterdirektoren
- 1928–1930: Rosalia Chladek
- 1934–1936: Willy Godlewski
- 1936–1937: Els Havrlik
- 1937–1940: Willy und Delly Flay-Waldvogel
- 1940–1944: Walter Kleiber
- 1944–1945: Wanda Großen
- 1945–1951: Heinz Rosen
- 1951–1953: Andrei Jerschik
- 1953–1955: Johannes und Emmy Köhler-Richter
- 1955–1967: Waclaw Orlikowsky
- 1967–1968: Fritz Graf
- 1968–1971: Hans Knütter, Choreographen: Ivan Sertić (1969–1970), Pavel Šmok (1969–1971), Oprea Petrescu
- 1971–1974: František Halmazňa (Trainingsmeister), Choreographen: Luboš Ogoun, Oprea Petrescu, Pavel Šmok (1971–1973), Heinz Spoerli (1973–1974)
- 1974–1975: Armin Krain, Choreograph: Heinz Spoerli
- 1979–1991: Heinz Spoerli
- 1991–1996: Youri Vámos
- 1996–2001: Joachim Schlömer
- 2001–2023: Richard Wherlock
- 2023–2025: Adolphe Binder
- ab 2025: Marco Goecke

## Theater Basel beim Berliner Theatertreffen
- 1968/1969: Kasimir und Karoline von Ödön von Horváth, Regie: Hans Hollmann
- 1969/1970: Warten auf Godot von Samuel Beckett, Regie: Hans Bauer
- 1971/1972: Die Möwe von Anton Tschechow, Regie: Jan Kačer
- 1972/1973: Liebelei von Arthur Schnitzler, Regie: Hans Hollmann
- 1973/1974: Frühlings Erwachen von Frank Wedekind, Regie: Niels-Peter Rudolph
- 1974/1975: Die letzten Tage der Menschheit von Karl Kraus, Regie: Hans Hollmann
- 1988/1989: Das Käthchen von Heilbronn von Heinrich von Kleist, Regie: Cesare Lievi
- 1990/1991: Korbes von Tankred Dorst, Regie: Harald Clemen
- 1997/1998: The Unanswered Question von Christoph Marthaler und Jürg Henneberger, Regie: Christoph Marthaler
- 1999/2000: La guerra d’Amore von Claudio Monteverdi, Choreographie und Regie: Joachim Schlömer
- 1999/2000: Ein Volksfeind von Henrik Ibsen, Regie: Lars-Ole Walburg
- 2001/2002: John Gabriel Borkman von Henrik Ibsen, Regie: Sebastian Nübling
- 2005/2006: Der Kick von Andres Veiel und Gesine Schmidt, Regie: Andres Veiel (Co-Produktion mit dem Maxim-Gorki-Theater Berlin)
- 2006/2007: Dido und Aeneas nach Henry Purcell/Nahum Tate und Christopher Marlowe, Regie: Sebastian Nübling
- 2015/2016: John Gabriel Borkman von Henrik Ibsen in einer Bearbeitung von Simon Stone, Regie: Simon Stone, Co-Produktion mit dem Burgtheater Wien und den Wiener Festwochen
- 2016/2017: Drei Schwestern von Simon Stone nach Anton Tschechow, Regie: Simon Stone
- 2017/2018: Woyzeck von Georg Büchner, Regie: Ulrich Rasche
- 2018/2019: Tartuffe oder das Schwein der Weisen von PeterLicht nach Molière, Regie: Claudia Bauer
- 2018/2019: Hotel Strindberg von Simon Stone nach August Strindberg, Regie: Simon Stone (Co-Produktion des Theaters Basel mit dem Burgtheater Wien)
- 2022/2023: Ein Sommernachtstraum von William Shakespeare, Regie: Antú Romero Nunes[15]